# Molino Curtius de Chaudfontaine

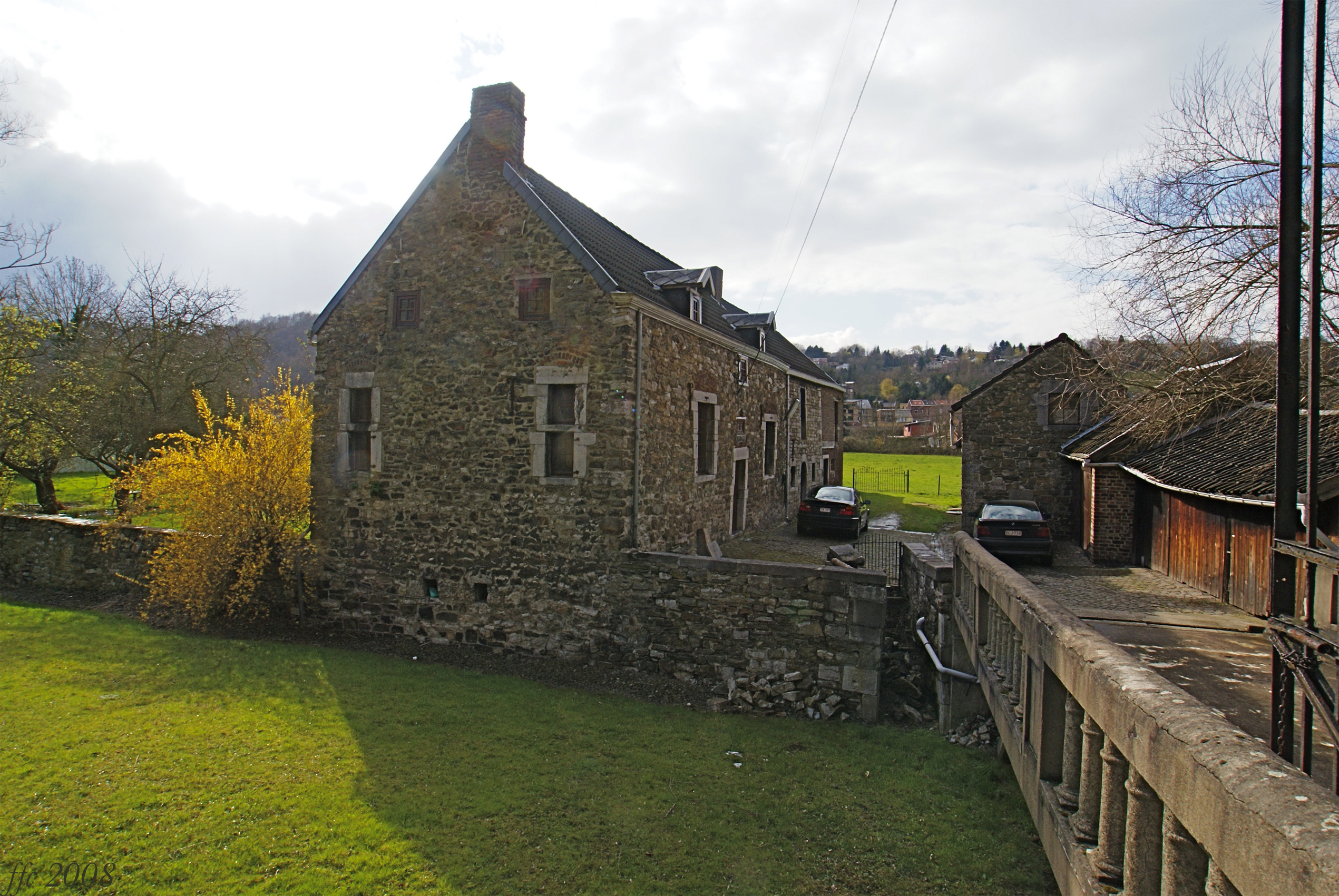
Molino Curtius y canal (desecado).

El molino Curtius es un antiguo molino de agua del siglo XVI que se encuentra en un canal artificial del río Vesdre en el paraje conocido como Vaux-sous-Chèvremont, un núcleo del municipio belga de Chaudfontaine. El edificio del molino hoy está transformado en una casa residencial.

## Historia
En el año 1549, el señor de La Rochette, Warnier de Gulpen concede a dos empresarios, Raskin Germeau y Thomas Gilman, el derecho de excavar un canal en el río Vesdre, en Vaux-sous-Chèvremont cerca de Chaudfontaine. En 1564 se construye un martillo hidráulico. Unos años más tarde, el canal es abandonado y el molino se encuentra en un estado de ruina cuando el empresario liejès Jean Curtius lo compra el 19 de agosto de 1595.
Curtius, Comisionario General de Provisiones de Guerra del rey Felipe II de España, destina el molino a la fabricación de pólvora. Amplia las instalaciones, construyendo una muralla, y levantando una casa-fuerte con foso. Ensanchó hacia el sur la isla formada por la acequia y el Vesdre al desviar el río. El 24 de mayo de 1605 adquiere también esta isla artificial llamada Isla de Ster y que convierte en una instalación paramilitar.
Hoy la acequia se ha desecado y las fortificaciones han desaparecido.